# Park Edith Wolfson
Park Edith Wolfson (hebrejsky: פארק אדית וולפסון, nebo jen Park Wolfson, פארק וולפסון) je velký městský park ve východní části Tel Avivu v Izraeli. Je součástí správního obvodu Rova 9 a samosprávné jednotky Rova Mizrach.

## Geografie
Leží na východním okraji Tel Avivu, cca 4 kilometry od pobřeží Středozemního moře, v nadmořské výšce okolo 50 metrů. Na východě a jihovýchodě s ním sousedí čtvrť Ramat ha-Tajasim, na severozápadě čtvrť Tel Chajim.

## Popis parku
Byl otevřen roku 1976. Má rozlohu 85 dunamů (8,5 hektaru). Je pojmenován podle manželky židovského filantropa Isaaca Wolfsona, Edith. Součástí parku je areál zvaný Bílé náměstí (כיכר לבנה, Kikar Levana). Park se nachází na mírně vyvýšeném místě. Je tu vyhlídková věž, ze které se nabízí pohled na okolní zástavbu aglomerace Tel Avivu.